# Silvius II. Friedrich (Württemberg-Oels)
Sylvius II. Friedrich von Württemberg-Oels (* 21. Februar 1651 in Oels, Herzogtum Oels; † 3. Juni 1697 ebenda) war Herzog von Württemberg-Oels.

## Leben

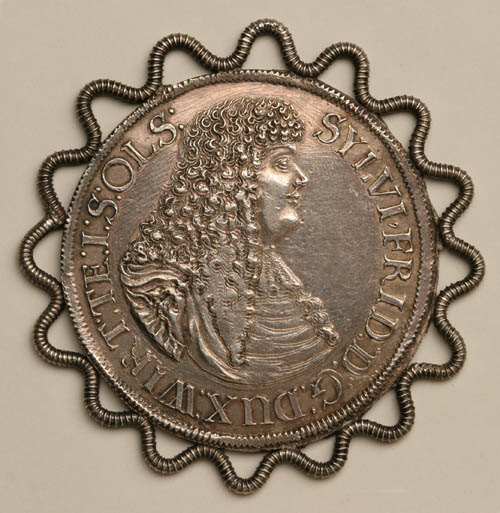

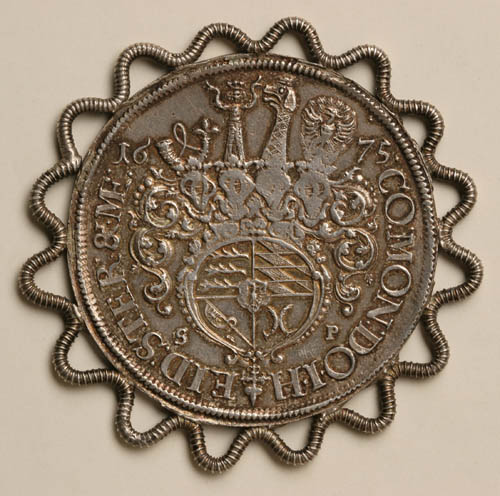

Sylvius Friedrich war der zweite Sohn des Herzogs Sylvius Nimrod von Württemberg-Oels (1622–1664) aus dessen Ehe mit Elisabeth Marie von Oels (1625–1686).
Nach dem Tod seines Vaters 1664 führte zunächst die Mutter die Regentschaft über ihre vier Söhne im Herzogtum Oels. Die Prinzen gingen auf ihre Kavaliersreise unter anderem in die Niederlande, während der der älteste Bruder Karl Ferdinand 1669 starb.
1672 übernahmen die verbliebenen drei Brüder die Regierung und teilten das Land; auf dem Fürstentag hatten sie sich aber weiterhin eine Stimme zu teilen. Sylvius Friedrich erhielt dabei Oels, sein Bruder Christian Ulrich Bernstadt und der jüngste der Brüder Julius Siegmund Medzibor und Trebnitz. Sylvius Friedrich führte für seinen jüngsten noch minderjährigen Bruder Julius Siegmund weiterhin bis zu dessen Volljährigkeit die Regentschaft, die seine Mutter 1673 niedergelegt hatte.
Sylvius Friedrich heiratete am 7. Mai 1672 in Oels Eleonore Charlotte (1656–1743), Tochter des Herzogs Georg II. von Württemberg-Mömpelgard. Die Ehe blieb kinderlos und Sylvius Friedrich starb 1697, ohne einen Erben zu hinterlassen. Auf Anordnung von Sylvius Friedrichs Mutter fiel Oels an ihren nächstjüngeren Sohn Christian Ulrich I.
Unter dem Namen „der Schützende“ war Sylvius Friedrich Mitglied der Fruchtbringenden Gesellschaft.